# Democrazia Taishō

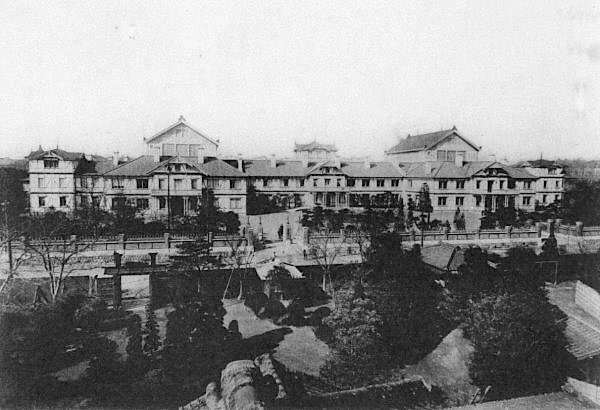
L'edificio che ospitò il parlamento giapponese dal 1891 al 1925

Per Democrazia Taishō (大正デモクラシー?, Taishō Demokurashii) s'intende il periodo del Giappone prebellico in cui si diffusero prassi politiche di parlamentarismo democratico fuori e dentro le istituzioni.
La periodizzazione e la definizione esatta dell'espressione variano a seconda degli studiosi, con l'accento posto talvolta sui governi di partito che si susseguirono tra il 1918 e il 1932, talvolta sui movimenti extraistituzionali progressisti che vanno dalle rivolte di Hibiya del 1905 fino al passaggio della Legge per il mantenimento dell'ordine pubblico del 1925.
Fuori dalle istituzioni, crebbero i movimenti sindacali e i partiti di sinistra. Per quanto riguarda lo stato giapponese, in questo periodo i partiti politici della camera dei Rappresentanti (la camera bassa, eletta dai cittadini) svolsero un ruolo di primo piano nella formazione dei governi e nell'esercizio del potere esecutivo.
Tra il settembre 1918, con l'incarico di Hara Takashi, e il maggio 1932, con l'assassinio di Inukai Tsuyoshi, con l'eccezione di un periodo di due anni tra il 1922 e il 1924, tutti i primi ministri dell'impero giapponese furono uomini di partito.
Questa condizione prefigurava un radicale cambiamento, in senso democratico, del sistema politico giapponese, che sin dalla promulgazione della costituzione Meiji aveva avuto governi guidati da esponenti di un'oligarchia. Tuttavia, dopo il maggio del 1932 non furono più le maggioranze parlamentari a determinare i governi, se non dopo la seconda guerra mondiale.

## Il quadro istituzionale e l'equilibrio dei poteri

L'organizzazione dello Stato secondo la Costituzione Meiji

Secondo la Costituzione Meiji, in vigore dal 1890 al 1946, l'imperatore determinava l'organizzazione dei vari settori dell'amministrazione pubblica e aveva il potere di nominare e di revocare gli incarichi dei pubblici ufficiali, sia civili sia militari.
Il governo era responsabile verso l'imperatore, e non verso il parlamento. Non era necessario, cioè, il voto di fiducia per governare. Il governo poteva sciogliere le camere a piacimento, mentre non vi era alcuna disposizione che prevedeva le dimissioni del governo a fronte di un voto parlamentare di sfiducia.
Uno dei poteri della camera bassa in grado di ostacolare l'azione del governo era la sua prerogativa sull'approvazione del bilancio annuale. In caso di bocciatura della legge di bilancio, era prevista per il governo la possibilità di portare a bilancio la legge dell'anno precedente. Un governo che aveva in programma un aumento delle spese (come in caso di guerra) o l'approvazione di nuove tasse, però, aveva la necessità di evitare un'evenienza simile. L'approvazione delle leggi di bilancio fu un punto per il quale i vari governi furono pronti a scendere a compromessi con i partiti della camera, e il mancato appoggio del parlamento verso l'esecutivo poteva causare una crisi politica e le dimissioni del governo. Infatti, anche se un governo poteva sciogliere le camere, non sempre c'era la prospettiva di ottenere una maggioranza parlamentare dalle elezioni che sarebbero seguite, e la quantità di fondi richiesti per una campagna elettorale non rendeva particolarmente appetibile l'idea di nuove elezioni.
Oltre alla camera bassa, diverse altre istituzioni formali o informali potevano ostacolare il lavoro dell'esecutivo in un modo o nell'altro, che potevano contribuire a formare o far cadere un governo.
R.P.G. Steven ha diviso i poteri di questo tipo nel Giappone prebellico in sette istituzioni, che erano, oltre la camera bassa: il Consiglio Privato; l'esercito imperiale; la marina imperiale; il servizio civile (la burocrazia); i genrō; la camera dei Pari (la camera alta del parlamento, che non era elettiva ma di nomina imperiale). Steven ha affermato che normalmente due qualsiasi di questi poteri fossero in grado di provocare la caduta di un governo, e che dagli anni Trenta un governo aveva bisogno del supporto di almeno tre di questi poteri.
Nell'analisi di Steven, i vari esecutivi “trascendenti”  tra il 1890 e il 1900 furono formati principalmente dai genrō e fatti cadere dall'influenza della camera bassa. La combattività del parlamento è testimoniata dal fatto che i genrō sciolsero le camere in più occasioni. Tra il 1900 e il 1918 agli esecutivi “trascendenti” se ne alternarono altri, formati dai neonati partiti di governo della camera bassa e fatti cadere dai genrō. I governi formati dai partiti tra il 1918 e il 1932 caddero per mano di una serie più eterogenea di poteri oltre ai genrō: il Consiglio Privato, la camera dei Pari, l'esercito, oltre ai diversi casi in cui il governo terminò a causa della morte del primo ministro.
In altre parole, i poteri che facevano cadere un dato governo erano diversi da quelli che l'avevano formato. Perciò, nonostante fossero i partiti politici a formare i governi nel periodo della democrazia Taishō, essi dovettero comunque agire e svolgere il loro incarico in accordo con gli altri poteri. Per una serie di cause, tra cui la situazione internazionale, le attività sovversive dei movimenti nazionalisti, la morte di vecchiaia della maggior parte dei genrō (che nella scelta del primo ministro svolgevano un ruolo di arbitraggio e mediazione tra i poteri di tipo civile e i militari), e l'ingerenza delle forze armate, i partiti politici non poterono più garantire la stabilità dell'esecutivo e negli anni '30 il fulcro della politica giapponese si allontanò da essi.

## I partiti politici di fine Ottocento

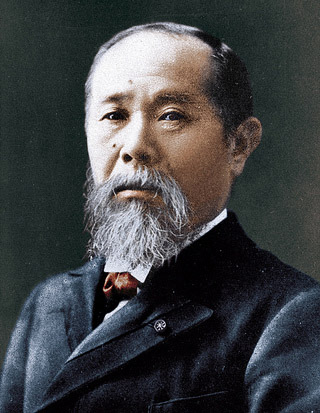
Itō Hirobumi

Fino alla fine dell'Ottocento, i partiti della camera bassa del parlamento imperiale – principali tra i quali il Jiyūtō (partito liberale), Kenseitō (partito costituzionale) e Shinpotō (partito progressista) – avevano assunto posizioni di opposizione e protesta verso i vari governi "trascendenti" guidati dagli oligarchi, con accordi rari e instabili per quanto riguardava il passaggio delle leggi volute dai genrō e i posti ministeriali riservati ai partiti politici. Questi partiti avevano una forte componente ideologica ed erano formati in buona parte da attivisti che dedicavano la loro vita alla politica, anche se, dalla fine dell'Ottocento, con l'ingresso di nuove idee e nuove persone nella classe politica questo cambiò. Ai politici per vocazione si affiancarono membri della burocrazia, della borghesia e uomini d'affari. Dagli ultimi anni del XIX secolo si diffuse il modello di un partito politico non in lotta conto un governo imposto dall'alto, ma che avrebbe collaborato e contributo a formarlo.

## La nascita del Seiyūkai
Nel 1900 il genrō Itō Hirobumi diventò il primo presidente del neonato Rikken Seiyūkai (letteralmente "Associazione di amici del governo costituzionale"), con l'intenzione di creare per la prima volta un partito di governo. I membri del nuovo partito provenivano dal Jiyūtō, dalla burocrazia e dal mondo degli affari, Il nuovo partito riscosse successo alle urne sin dal 1902, la prima elezione a cui partecipò, ottenendo la maggioranza assoluta alla camera. Tra i dirigenti, fin dalla nascita del partito, figurava Hara Takashi. Hara ricoprì posizioni chiave sia all'interno del partito sia nei governi che esso contribuì a formare. Nel 1906, sotto il governo del principe Saionji Kinmochi, fu messo a capo del ministero dell'Interno, che nel Giappone prebellico era estremamente influente poiché controllava la polizia, i pubblici ministeri e le amministrazioni locali, che potevano essere manipolate per avvantaggiare il proprio partito al momento delle elezioni.

## La nascita del Dōshikai

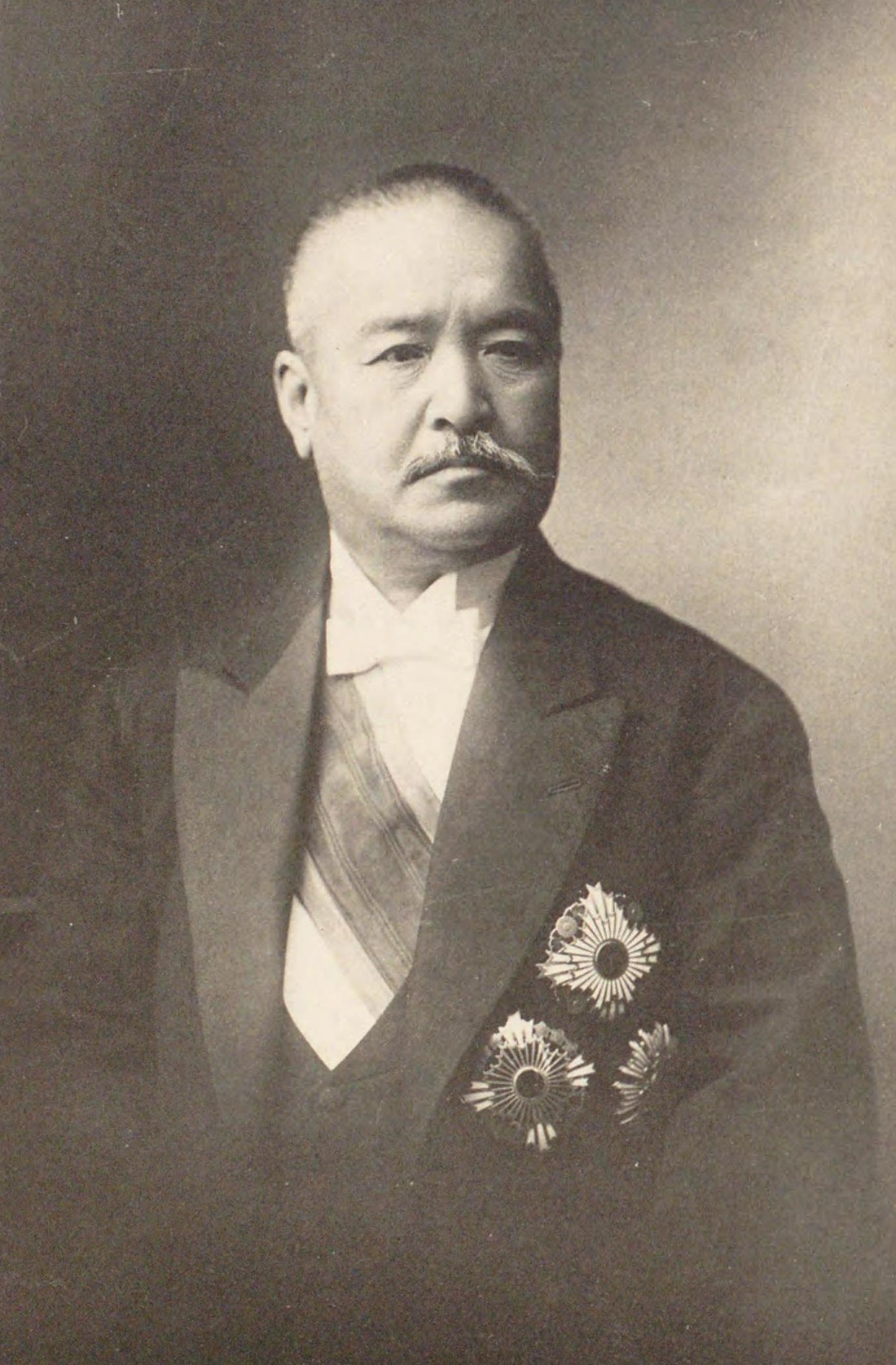
Katsura Tarō

Nel 1913 l'allora primo ministro Katsura Tarō, un generale dell'esercito, politico di stampo conservatore e protégé del genrō Yamagata Aritomo, decise di fondare un nuovo partito che avesse sostenuto la sua amministrazione.
In questo partito confluirono una serie di correnti politiche che da alcuni anni stavano valutando, senza successo, la possibilità di fusione per creare partito che si fosse opposto al Seiyūkai in parlamento. Katsura sponsorizzò questa fusione e il partito prese il nome di Rikken Dōshikai (Associazione costituzionale degli spiriti affini). Katsura morì lo stesso anno, ma il partito sopravvisse e la leadership passò a Katō Takaaki, un funzionario del ministero degli Esteri. Katō, prima di intraprendere la carriera diplomatica, aveva lavorato per la zaibatsu Mitsubishi e aveva sposato una figlia del presidente della compagnia.
Le elezioni del 25 marzo 1915 si svolsero in un clima favorevole al nuovo partito, durante il governo di Ōkuma Shigenobu, formalmente alla guida del Dōshikai, che con 153 seggi contro 108 (su un totale di 381) fu il primo partito a superare il Seiyūkai alle urne.
Da quel momento in poi si venne a creare un sistema bipartitico dove il Seiyūkai e il Dōshikai (e le sue successive incarnazioni) avrebbero rivaleggiato sia per la maggioranza alla camera bassa sia per la prerogativa di formare governi.
Robert Scalapino ha affermato che questo sistema bipartitico fu possibile solo grazie a un intervento dall'alto (la volontà di Katsura e il benestare del resto dei genrō) più che da cause interne al movimento dei partiti.
Verso la fine del governo Ōkuma, il Dōshikai accorpò altri piccoli partiti opposti al Seiyūkai (tra cui il Kōyū Club e il Chūseikai di Ozaki Yukio) e cambiò nome in Kenseikai (Associazione costituzionale).

## Il governo Hara

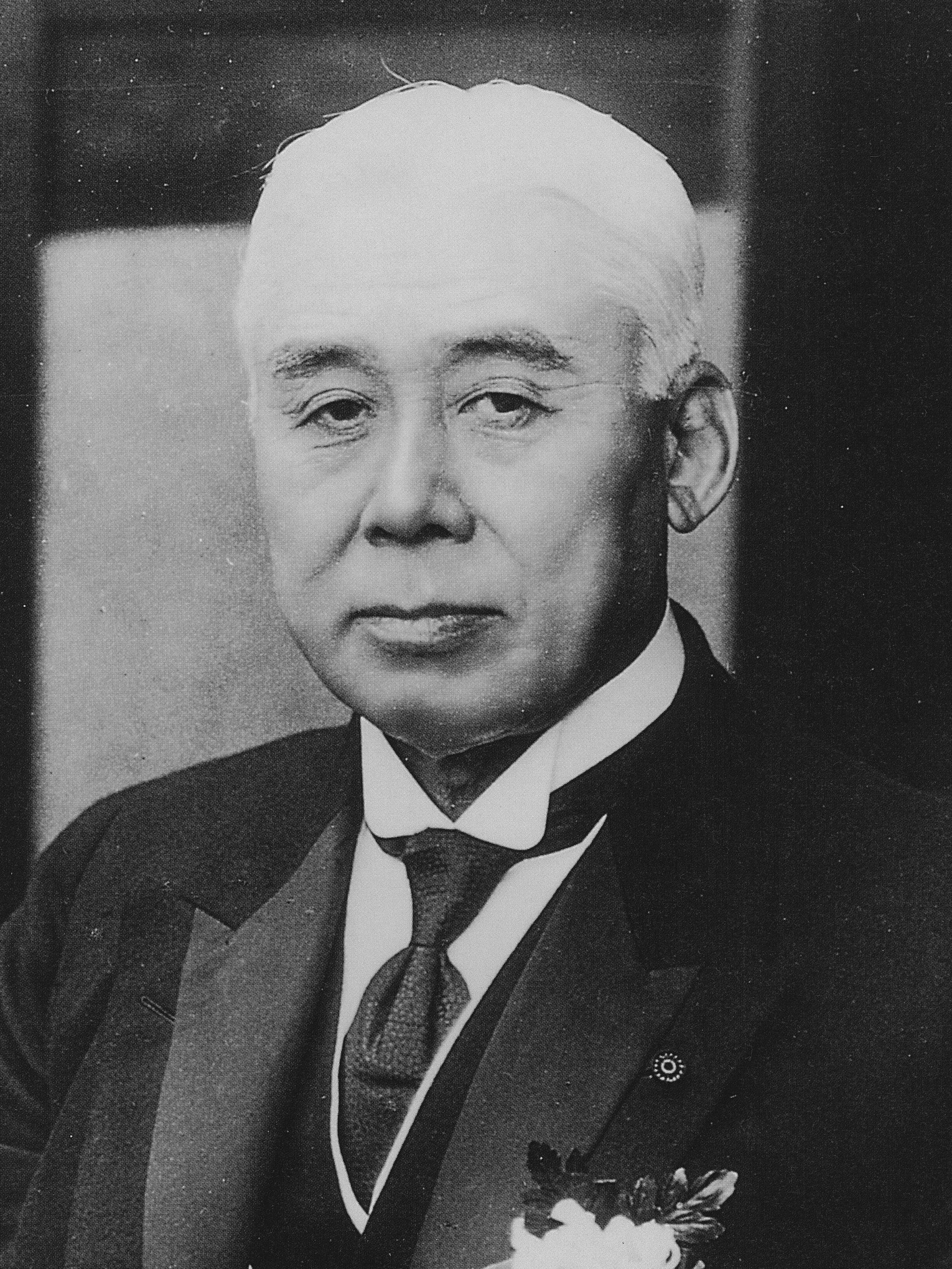
Hara Takashi

Hara Takashi salì al governo nel settembre 1918. Il suo predecessore, Terauchi Masatake, aveva guidato un governo contestato sia in parlamento sia a livello popolare. Nell'estate di quell'anno si erano verificate una serie di rivolte popolari dovute all'aumento spropositato del prezzo del riso. Solo dopo aver proposto la premiership a diversi suoi protetti, senza risultati, Yamagata Aritomo decise ripiegare su Hara.
Hara fu il primo membro della camera bassa a guidare un governo. Per la prima volta, inoltre, tutti i ministri, eccetto quelli della marina e dell'esercito, erano membri di un partito.
Il governo Hara tuttavia non intraprese iniziative in aperto contrasto con le posizioni tradizionaliste di Yamagata (che era tra gli ultimi genrō ancora in vita insieme a Matsukata Masayoshi e Saionji Kinmochi). Politicamente, Hara lavorò per espandere ulteriormente la base elettorale del proprio partito. Fu aumentata la spesa del governo per finanziare la costruzione e la manutenzione di strade, porti e ferrovie (accrescendo il potere del partito a livello locale).
Inoltre fu approvata una riforma elettorale che istituiva delle circoscrizioni più piccole e a seggio unico, al posto di quelle a seggio multiplo che erano in vigore dal 1900. I confini delle circoscrizioni furono manipolati per favorire i candidati del Seiyūkai.  Il diritto di voto fu esteso a tutti i cittadini maschi che pagavano almeno 3 yen di tasse l'anno (la soglia precedente era di 10 yen).
Hara fu assassinato il 4 novembre 1921. Il suo successore fu il ministro delle finanze Takahashi Korekiyo, scelto dal genrō Saionji Kinmochi col benestare di Yamagata.
Takahashi non fu in grado di tenere unito il Seiyūkai, diviso da lotte interne, né di mantenere in piedi l'esecutivo. Rassegnò le dimissioni da primo ministro nel giugno 1922 dopo un mancato reimpasto di governo.

## I governi trascendenti del 1922-24 e la risposta dei partiti

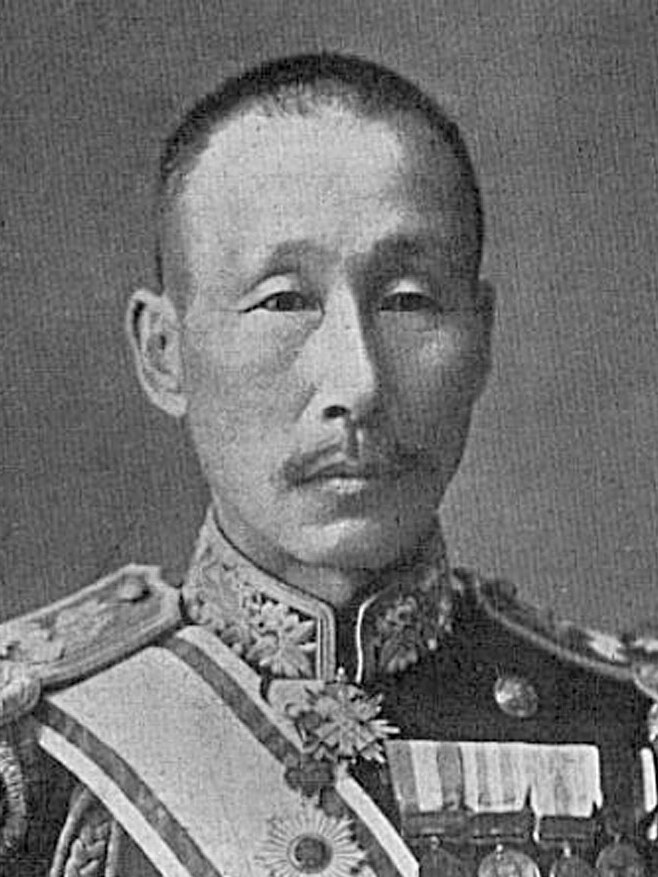
Katō Tomosaburō

Dopo le dimissioni di Takahashi, tra le file del Kenseikai c'era l'aspettativa che il presidente del partito, Katō Takaaki, avrebbe dovuto essere scelto per formare un nuovo governo. Inizialmente, ciò non avvenne. Si succedettero al governo gli ammiragli Katō Tomosaburō, Yamamoto Gon'nohyōe e il membro della camera dei Pari Kiyoura Keigo.
Quest'ultimo governo fu oggetto di un'ondata di indignazione sia in sede parlamentare sia nei media e nell'opinione pubblica, in quanto tutti i ministeri chiave erano occupati da membri della camera alta. Nel 1924 una corrente del Seiyūkai ostile a Takahashi si staccò andando a formare un nuovo partito, denominato Seiyūhontō ("Vero partito Seiyū"). La ragione principale fu l'appoggio al governo Kiyoura. Il Seiyūhontō, a differenza del Seiyūkai, era disposto a sostenerlo.
In risposta al governo Kiyoura, il Kenseikai, Il Seiyūkai e il Kakushin Club (il partito guidato da Inukai Tsuyoshi) formarono un'alleanza per rovesciare l'esecutivo di Kiyoura e ristabilire un governo di partito. Alle elezioni del 10 maggio 1924 i tre partiti ottennero complessivamente 281 seggi su 464.
Come risultato, Katō Takaaki, a capo della coalizione, fu nominato primo ministro nel giugno 1924.

## Il governo di Katō Takaaki

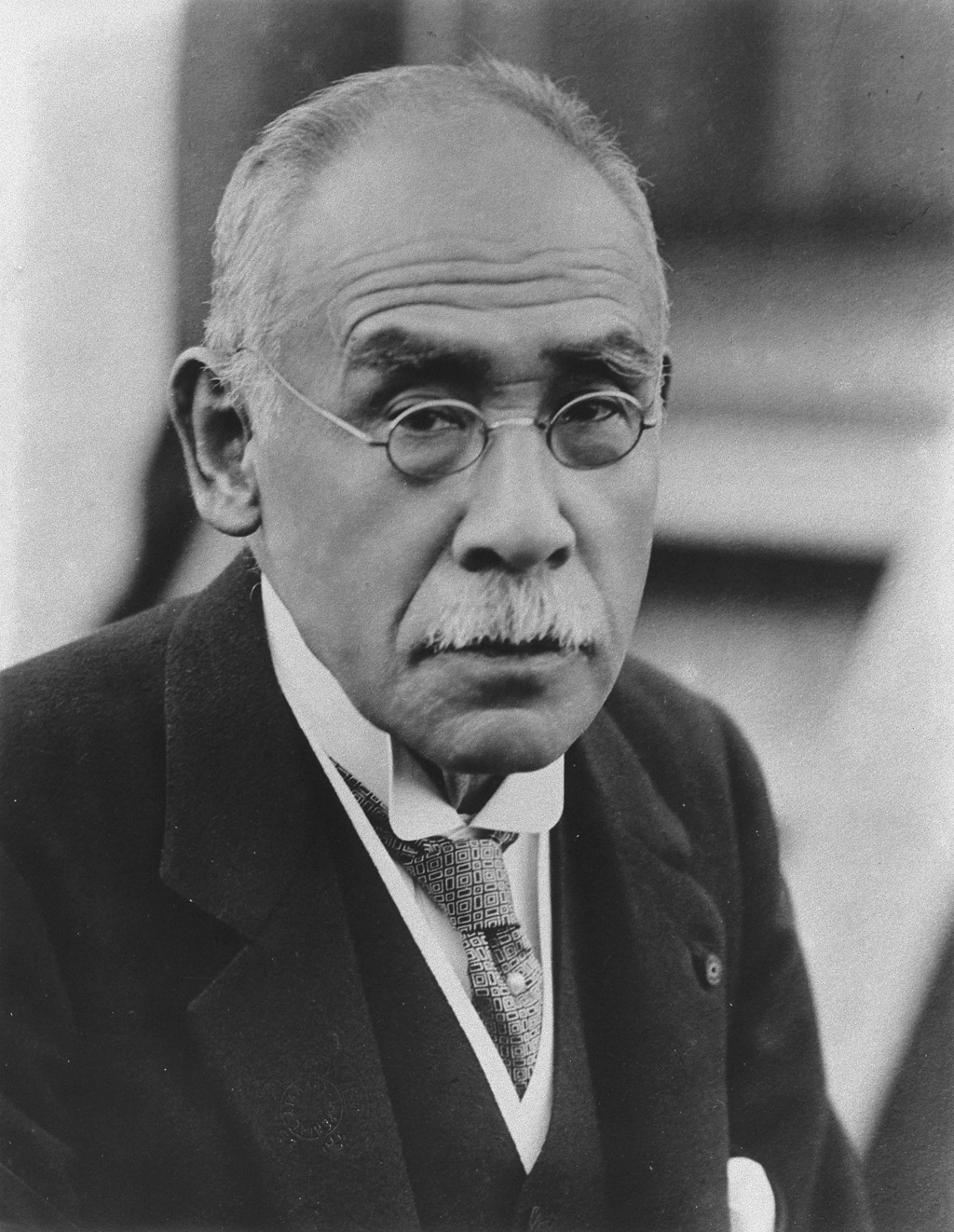
Katō Takaaki

Il Kenseikai, quando era all'opposizione, aveva preso delle posizioni più aperte e liberali rispetto al Seiyūkai. Quando divenne il partito di governo, l'esecutivo di Katō riuscì ad approvare alcune riforme in questa direzione. Tra queste spicca la Legge sul suffragio universale maschile, approvata nel 1925. Fu intrapresa inoltre una politica di riduzione della spesa pubblica per ridurre il debito nazionale — uno dei punti che distinsero la politica economica del Kenseikai (e della sua reincarnazione, il Minseitō) rispetto a quella del Seiyūkai. Per ottenere queste riforme Katō dovette scendere a patti non solo con gli altri poteri costituzionali (in particolare la camera dei Pari), ma anche con gli altri membri della coalizione. Ad esempio, la riforma della camera dei Pari incontrò prevedibilmente l'opposizione della stessa camera alta, che minacciava di bocciare la proposta di legge insieme a quella sul suffragio universale. Come contropartita per il passaggio di queste riforme, fu approvata la Legge per il mantenimento dell'ordine pubblico (Chian ijihō) che fu la base legale per la repressione del pensiero dissidente negli anni Trenta e Quaranta.
All'interno della coalizione di governo, il Seiyūkai in particolare tentò di ostacolare l'operato del governo per provocare le dimissioni di Katō.
Nel maggio 1925, il Kakushin Club, il partito riformista guidato da Inukai Tsuyoshi confluì nel Seiyūkai. Nell'estate dello stesso anno, durante una riunione di gabinetto, i ministri del Seiyūkai mossero obiezioni alla riforma fiscale, dichiarandosi contrari e uscendo dalla stanza. Katō si dimise apportando come motivazione il disaccordo interno al gabinetto. Saionji preferì comunque che Katō continuasse il suo mandato. Il governo fu ricostituito sostituendo i ministri del Seiyūkai con dirigenti del Kenseikai.
Katō morì di cause naturali prima di portare a termine il suo mandato, il 28 gennaio 1926.

## Il primo governo Wakatsuki e la formazione del Minseitō

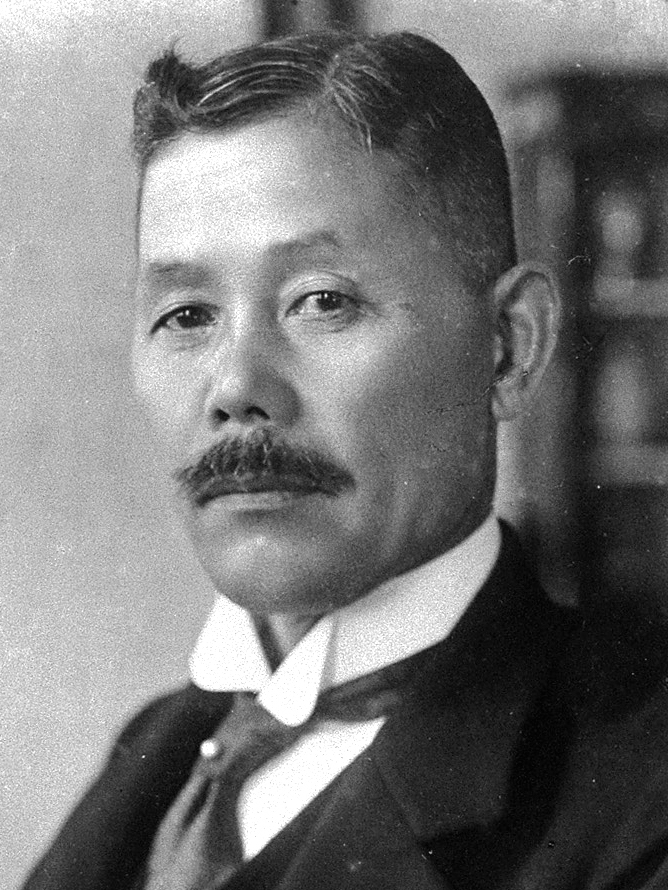
Wakatsuki Reijirō

Wakatsuki Reijirō fu nominato presidente del Kenseikai e primo ministro subito dopo la morte di Katō. Il suo governo risultò politicamente più debole del predecessore. Il Kenseikai non deteneva la maggioranza assoluta nella Dieta, e a meno di un anno dalla sua nomina, il Seiyūkai e il Seiyūhontō tentarono di allearsi per approvare una mozione di sfiducia. La cosa però non avvenne, poiché un accordo segreto di Wakatsuki e i presidenti dei due partiti di opposizione aveva previsto che questi ritirassero la mozione di sfiducia e che Wakatsuki si fosse dimesso entro metà 1927. L'accordo avvenne perché nessuno dei tre partiti era in grado di governare da solo e nessuno era certo di ottenere una maggioranza in eventuali elezioni. Wakatsuki non voleva sciogliere le camere e indire le elezioni perché non era certo della vittoria del Kenseikai, ne' aveva accesso alle ingenti somme necessarie per finanziare una campagna elettorale.
Wakatsuki si dimise nell'aprile 1927 quando, dopo aver emesso un decreto imperiale per salvare la Banca di Taiwan (una banca semiufficiale del governo giapponese), se lo vide bocciare dal Consiglio Privato.
L'incarico di primo ministro passò al presidente del Seiyūkai, Tanaka Giichi, un ex-generale dell'esercito. Il Seiyūhontō, che già si era avvicinato al Kenseikai, arrivò a confluirvi, creando un nuovo partito chiamato Rikken Minseitō (traducibile in "Partito costituzionale di governo civile").

## Il governo Tanaka

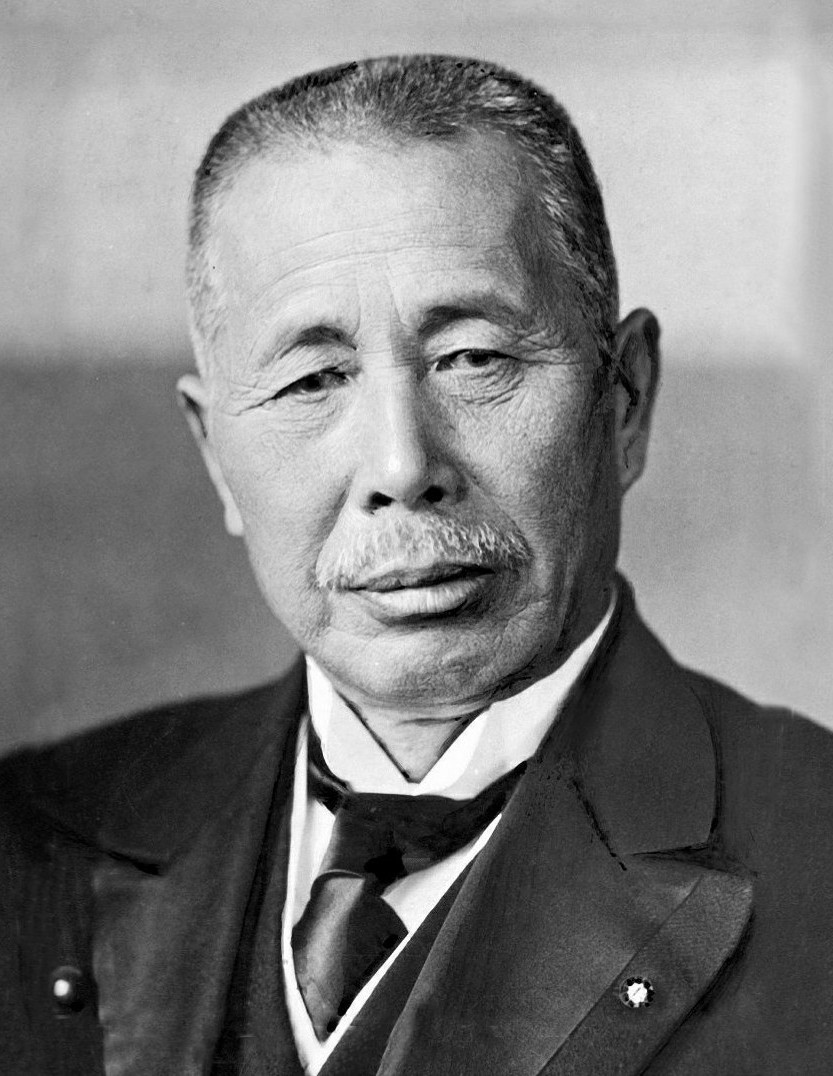
Tanaka Giichi

Durante il governo Tanaka si tennero le prime elezioni con il suffragio universale maschile, nel gennaio 1928. Il Seiyūkai, anche grazie a grosse ingerenze nel processo elettorale, vinse 218 seggi su 466. Ottenne perciò una maggioranza relativa, ma non assoluta. Il margine sul Minseitō era di appena due seggi, anche se quest'ultimo soffrì la perdita di 29 ex-membri del Seiyūhontō (guidati dall'ex-presidente del partito Tokonami Takejirō) l'agosto successivo.
L'amministrazione di Tanaka emise un decreto imperiale che inaspriva la "legge per il mantenimento dell'ordine pubblico". Fu criticata la modalità con cui venne tentata la riforma (decreto imperiale invece che discussione nel parlamento), ma la riforma passò nella seduta successiva della camera bassa anche grazie ai voti dei seguaci di Tokonami.
Il governo Tanaka subì l'opposizione della camera dei Pari nella sessione del parlamento del dicembre 1928, e Tanaka stesso fu messo in imbarazzo davanti all'imperatore quando non riuscì a mantenere il suo impegno di istituire una corte marziale per investigare la responsabilità dell'assassinio del signore della guerra cinese, Zhang Zuolin (sarebbe poi stato appurato che i colpevoli erano ufficiali dell'esercito giapponese del Kwantung). A seguito di questi eventi, nel luglio 1929, Tanaka si dimise.

## Il governo Hamaguchi

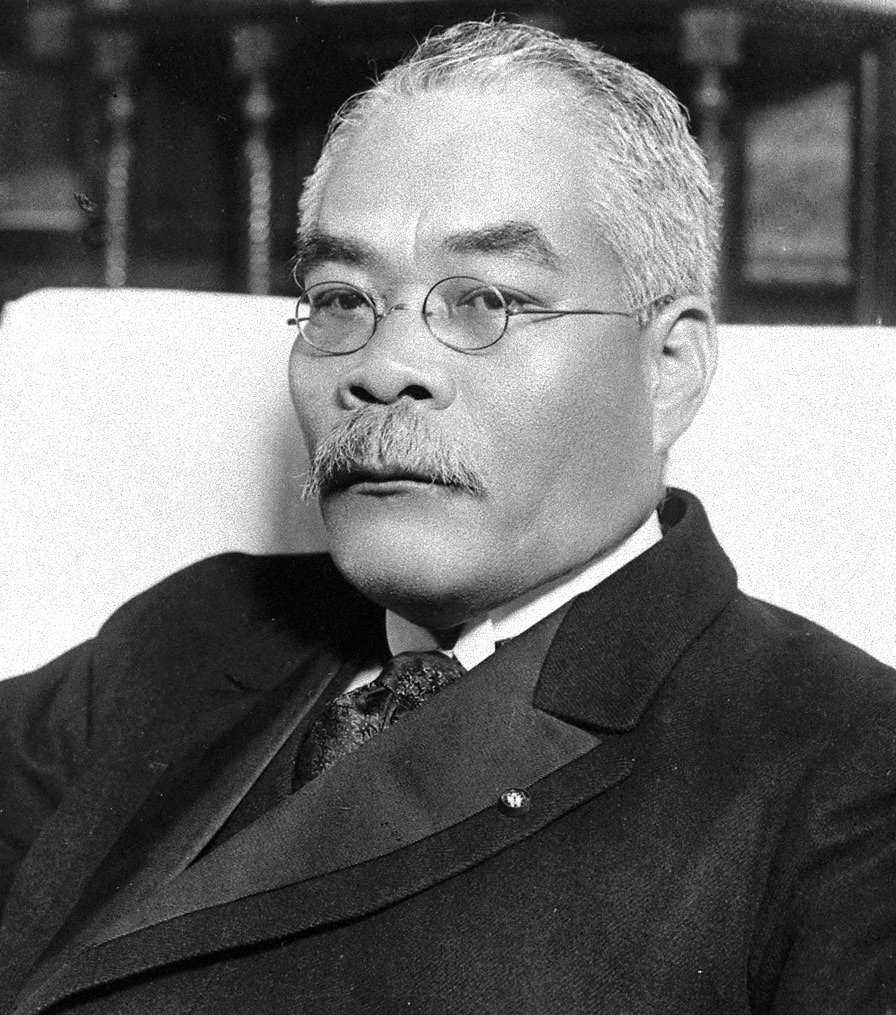
Hamaguchi Osachi

La premiership tornò al Minseitō, presieduto da Hamaguchi Osachi. Con lui fu ripresa la politica di pesanti tagli alla spesa pubblica con l'obiettivo di rivalutare lo yen e rientrare nel Gold Standard, cosa che poi avvenne nel gennaio del 1930.
Le camere furono sciolte e Il Minseitō vinse le elezioni del febbraio 1930 con un margine di 99 seggi sul Seiyūkai (273 contro 174).
Durante la Conferenza navale di Londra che si stava svolgendo in quei mesi, Hamaguchi assunse l'interim di ministro della marina mentre il ministro in carica, Takarabe Takeshi, era in missione nella capitale britannica. Ciò suscitò le proteste di una parte dei vertici della marina in quanto la posizione era di norma occupata da un ammiraglio in servizio attivo. Ci fu inoltre uno scontro tra il Minseitō e alcuni ufficiali della marina sull'accettazione dei termini del trattato navale, che avrebbe imposto una riduzione del tonnellaggio della flotta giapponese in proporzione a quella americana. La linea del governo prevalse e il trattato fu firmato.
La credibilità del governo peggiorò quando l'economia giapponese entrò in crisi nel corso del 1930 a causa della depressione americana. Il collasso dell'economia statunitense portò a un crollo delle esportazioni giapponesi verso gli USA e a un aumento della disoccupazione.
Nel novembre 1930 Hamaguchi subì un attentato da parte di un ultranazionalista. Morì 9 mesi dopo a causa delle ferite e fu sostituito da Wakatsuki.

## Gli ultimi governi di partito
Sotto il secondo governo Wakatsuki si verificò il cosiddetto “incidente mancese”, il 18 settembre 1931. L'aggressività dell'esercito sfociò nell'invasione della Manciuria e Wakatsuki preferì scendervi a patti piuttosto che imporsi su di esso.
La situazione economica peggiorò ulteriormente quando la Gran Bretagna uscì dal Gold Standard. Ciò provocò una forte svalutazione dello yen e un'ulteriore perdita di stabilità per il governo Minseitō. Il gabinetto si dimise l'11 dicembre 1931 a causa di un disaccordo politico con il ministro Adachi Kenzō, che aveva proposto una collaborazione con il Seiyūkai.

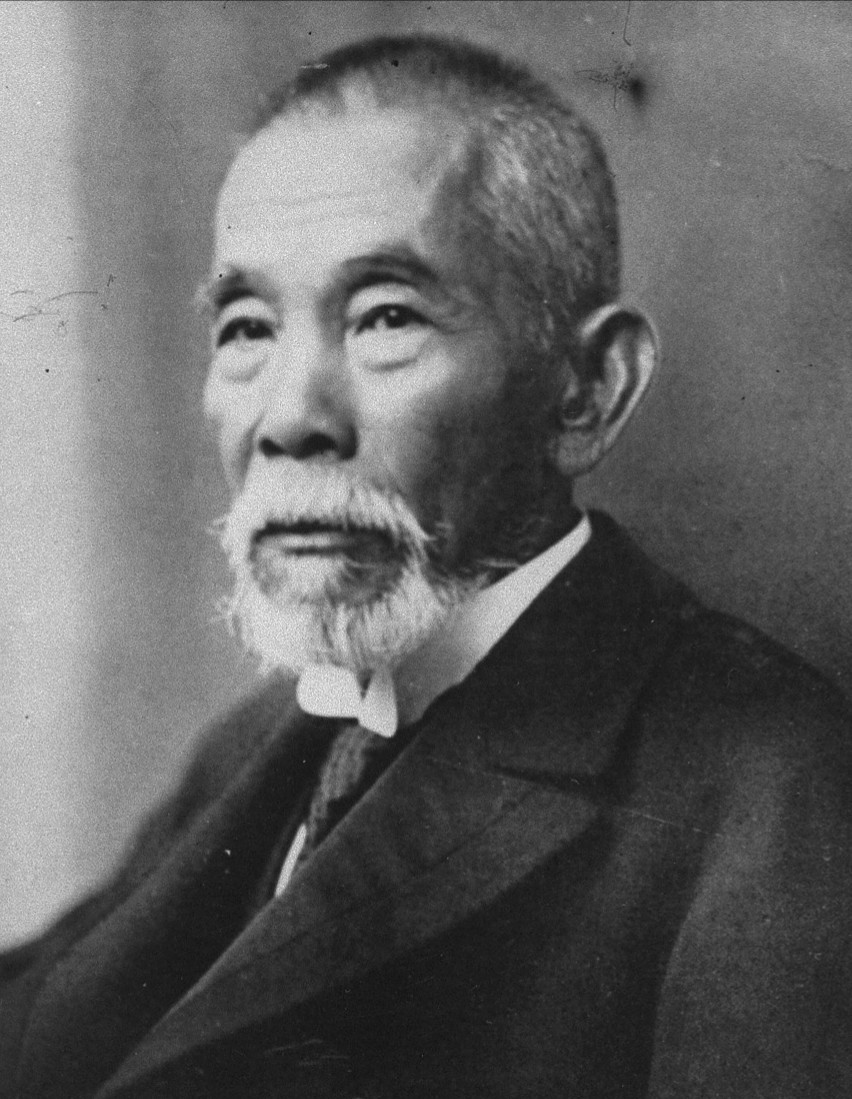
Inukai Tsuyoshi

Come successore di Wakatsuki, Saionji scelse Inukai Tsuyoshi, che allora era il presidente del Seiyūkai. Inukai rafforzò la posizione del partito in parlamento nelle elezioni del 1932, dove il Seiyūkai vinse 301 seggi su 466. Takahashi Korekiyo, che adesso occupava la posizione di ministro delle finanze, applicò un'inversione di tendenza nella politica economica, a partire dall'embargo sull'esportazione dell'oro.
Il governo Inukai durò solo cinque mesi, perché il 15 maggio il primo ministro venne assassinato da un gruppo sovversivo di giovani ufficiali della marina.
Dal 1932, fino alla fine della seconda guerra mondiale, i governi giapponesi furono formati di volta in volta da un concerto di istituzioni in cui il peso della camera bassa non era più dominante, e che vedeva accresciuta l'influenza dei vertici militari (esercito imperiale, e in misura minore dalla marina imperiale) e della burocrazia civile. Per il resto degli anni Trenta i partiti politici videro diminuita la propria influenza finché il 12 ottobre del 1940 furono sciolti definitivamente e fatti confluire in un partito unico, il Taisei Yokusankai (Associazione per il sostegno dell'Autorità Imperiale).